# Jeruzal (Łódź)
Jeruzal est un village du centre de la Pologne, situé entre Skierniewice et Mszczonów, sur la rivière Chojnatka.
Il est situé dans la voïvodie de Łódź (Powiat de Skierniewice).
Il a été fondé au XIIIe siècle.
La population de Jeruzal était de 240 habitants en 2004.